# 백문기 (1924년 3월)
백문기(白文基, 1924년 3월 18일 ~ 1953년 6월 8일)는 대한민국의 독립운동가이다.
본관은 수원(水原)이고 호(號)는 호산(湖山)이다.

## 생애

### 독립 운동
그는 19세 시절이던 1942년 8월 인도네시아에 징용 징집된 후 2년이 지난 1944년 12월, 인도네시아 자바에서 연합군 포로 감시요원인 일본군 군속으로 근무하면서 고려독립청년당을 조직해 활동하였다.
1942년 8월, 2년 계약으로 인도네시아 자카르타 주둔 일본군 군속(軍屬)으로 채용되어 같은 해 1942년 9월, 일본군 제16군이 점령하고 있던 인도네시아 자바에서 연합군 포로 감시요원으로 근무하고 있었다. 이후 1944년 12월 29일 이활(李活) 등 약 10여명과 함께 고려독립청년당(高麗獨立靑年黨)을 조직하고 연합군 상륙시 연합군 포로를 석방한 뒤 연합군과 합류하여 대일 항전을 벌일 것을 목표로 삼았다. 1945년 1월 8일 네덜란드와 영국 등 연합군 포로 장교들과 연락하여 일군 수송선 수미레 호 탈취 계획을 세웠으나, 전날 암바라와에 있던 당원 민영학(閔泳學) 등이 기관총 2대로 20여 명의 일본군을 사살하고 자결한 일로 탈취 계획이 누설되면서 실행에 옮기지 못하였다.
1945년 3월 1일, 싱가포르 주둔 헌병사령부 헌병들에게 체포되어 7월 21일 자카르타의 일본 육군 제16군 군법회의에서 소위 치안유지법 위반으로 징역 7년형을 선고받고 조선 광복이 도래할때까지 5개월 14일 동안 옥고를 치렀다. 1945년 8월 15일을 기하여 조선 광복이 되자, 9월 4일 석방되었다.

### 조선 광복 이후
이후 1946년 6월, 대한민국에 귀국한 그는 1946년 12월에서 1949년 12월까지 한국독립당 초급행정위원을 역임하였다. 그 후 1950년 한국 전쟁 때 경기도 시흥에 피난하여 은신 중 1953년 6월 8일, 그곳에서 부인과 슬하 1남 1녀를 남긴 채 향년 30세로 병사(요절)하였다.

### 학력
- 전라북도 전주보통학교 졸업(1937년)
- 일본 요코하마 아사노 중학교 전퇴(1937년)
- 중화민국 타이완 타이베이 젠궈 고급중학교 전퇴(1938년)
- 독일 베를린 샤도프 김나지움 전퇴(1938년)
- 중화민국 타이완 타이베이 난먼 국민중학교 중퇴(1941년)

## 사후
- 대한민국 정부는 고인의 공훈을 기리고자 2012년 대한민국 건국포장을 추서하였다.